# کوریتا (ناحیه ملادا بولسلاف)
کوریتا (به چکی: Koryta) یک منطقهٔ مسکونی در جمهوری چک است که در ناحیه ملادا بولسلاو واقع شده‌است.